# Lista över kaffespecialiteter i Österrike

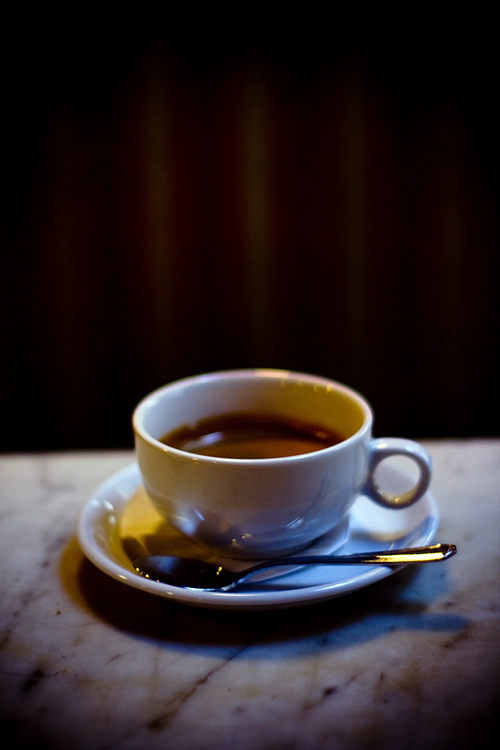
Grosser Mokka

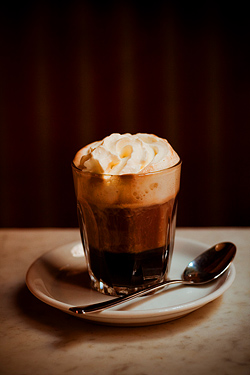
Einspänner

Lista över kaffespecialiteter i Österrike förtecknar de olika sätt att servera kaffe, som ingår i den österrikiska traditionen med wienerkaféer.
- Kleiner Schwarzer är en enkel espresso av en blandning av Robusta- och Arabicasorter.
- Kleiner Brauner är en enkel espresso serverad i en liten kopp med en skvätt varm mjölk och mjölkskum för att göra den litet svagare än "Kleiner Schwarzer", men fortfarande stark.
- Melange är en enkel espresso med en dubbelt så stor mängd vatten blandad med lika del varm mjölk och serverad med mjölkskum. Melange motsvarar ungefär cappucino.
- Einspänner är en enkel espresso serverad i ett vattenglas och frikostigt toppad med vispad grädde.
- Grosser Schwarzer, eller Grosser Mokka, är en dubbel espresso.
- Grosser Brauner är dubbel espresso i en stor kopp med en skvätt varm mjölk och mjölkskum.
- Maria Theresia Kaffee är en dubbel espresso serverad med Cointreau.
- Fiaker är en Einspänner med en skvätt rom.